# Balanopsammia
Balanopsammia is een geslacht van koralen uit de familie van de Dendrophylliidae.

## Soort
- Balanopsammia wirtzi Ocana & Brito, 2013